# أبرشية أوليفيرا دي ازميس
أبرشية أوليفيرا دي ازميس هي أبرشية برتغالية لبلدية أوليفيرا دي ازميس في بورتو الكبرى. يبلغ عدد سكانها 20,760 نسمة وذلك حسب إحصائيات سنة 2011. وتضم

## أعلام
- فيريرا دي كاسترو